# Suf
Suf – miejscowość w Jordanii, w muhafazie Dżarasz. W 2015 roku liczyła 14 774 mieszkańców.